# Corino (race ovine)
Pour les articles homonymes, voir Corino.
Le Corino est une race ovine d'Argentine créée au 20e siècle et élevée pour sa laine.

## Origine et élevage
Le Corino est créé en 1970 par croisement entre des brebis Corriedale (en) et des béliers Mérinos,,. Le but était d'obtenir une laine plus fine. Le bélier pèse en moyenne 95 kg et la brebis 52 kg. Un individu fourni jusqu'à 4,7 kg de laine.

## Population
En 1992, sa population dépasse les 125 000 têtes. En 2007, la FAO classe la race au statut « non menacée ». Mais depuis le début des années 2010, la race est menacée : elle est peu à peu absorbée par la race Mérinos.